# Ranulfo Miranda
Ranulfo Miranda (27 maggio 1927 – 19 aprile 2017) è stato un allenatore di calcio e calciatore paraguaiano.

## Carriera

### Giocatore

#### Club
Nel 1949 ha vinto il campionato paraguaiano con il Guaraní. Ha inoltre giocato in vari club nella prima divisione colombiana.

#### Nazionale
Nel 1947 ha giocato 4 partite in nazionale.

### Allenatore
Ha guidato la selezione nazionale del Paraguay alla vittoria della Copa América 1979.

## Palmarès

### Allenatore

#### Competizioni nazionali
- Campionato paraguaiano: 1

Guaraní: 1949